# Chile en los Juegos Parapanamericanos de 2023
La delegación chilena participó en los VII Juegos Parapanamericanos que se desarrollaron en Santiago, Chile, entre los días 17 y 26 de noviembre de 2023, siendo la primera ocasión en la historia de este evento en que Chile participa como anfitrión. En esta edición se registró la mejor actuación histórica chilena en Juegos Parapanamericanos al finalizar el evento con 51 medallas (16 de oro, 20 de plata y 15 de bronce), superando con creces la cosecha de medallas de la edición anterior y finalizando en la sexta posición del medallero.

## Deportistas por disciplina
| Disciplina                    | Hombres | Mujeres | Total |
| ----------------------------- | ------- | ------- | ----- |
| Baloncesto en silla de ruedas | 12      | 12      | 24    |
| Boccia                        | 4       | 3       | 7     |
| Fútbol para ciegos            | 10      | 0       | 10    |
| Fútbol PC                     | 14      | 0       | 14    |
| Gólbol                        | 6       | 6       | 12    |
| Judo                          | 4       | 3       | 7     |
| Para atletismo                | 6       | 7       | 13    |
| Para bádminton                | 3       | 3       | 6     |
| Paraciclismo - Pista          | 3       | 2       | 5     |
| Paraciclismo - Ruta           | 4       | 2       | 6     |
| Para natación                 | 5       | 6       | 11    |
| Para powerlifting             | 8       | 4       | 12    |
| Para Taekwondo                | 2       | 1       | 3     |
| Para tenis de mesa            | 11      | 5       | 16    |
| Para Tiro con arco            | 3       | 3       | 6     |
| Rugby en silla de ruedas      | 11      | 1       | 12    |
| Tenis en silla de ruedas      | 4       | 2       | 6     |
| Tiro Para deportivo           | 3       | 0       | 3     |
| Total                         | 113     | 60      | 173   |

## Medallistas[19]
| Medalla           | Deportista                                        | Deporte                  | Evento                                | Fecha           |
| ----------------- | ------------------------------------------------- | ------------------------ | ------------------------------------- | --------------- |
| Medalla de oro    | Luis Flores                                       | Para tenis de mesa       | Individual masculino Clase 2          | 18 de noviembre |
| Medalla de oro    | Maximiliano Rodríguez                             | Para tenis de mesa       | Individual masculino Clase 4          | 18 de noviembre |
| Medalla de oro    | Florencia Pérez                                   | Para tenis de mesa       | Individual femenino Clase 8           | 18 de noviembre |
| Medalla de oro    | Tamara Leonelli                                   | Para tenis de mesa       | Individual femenino Clase 4-5         | 18 de noviembre |
| Medalla de oro    | Juan Carlos Garrido                               | Para powerlifting        | Masculino -72kg                       | 18 de noviembre |
| Medalla de oro    | Camila Campos                                     | Para powerlifting        | Femenino -50kg, -55kg                 | 20 de noviembre |
| Medalla de oro    | Florencia Pérez, Ignacio Torres                   | Para tenis de mesa       | Dobles mixto XD14-17                  | 20 de noviembre |
| Medalla de oro    | Jorge Carinao                                     | Para powerlifting        | Masculino -65kg                       | 20 de noviembre |
| Medalla de oro    | Cristian González, Maximiliano Rodríguez          | Para tenis de mesa       | Dobles masculino MD8                  | 20 de noviembre |
| Medalla de oro    | Matías Pino, Ignacio Torres                       | Para tenis de mesa       | Dobles masculino MD14                 | 20 de noviembre |
| Medalla de oro    | Camila Campos, Jorge Carinao, Juan Carlos Garrido | Para powerlifting        | Equipo mixto                          | 21 de noviembre |
| Medalla de oro    | Mauricio Orrego                                   | Para atletismo           | 1500m masculino T46                   | 22 de noviembre |
| Medalla de oro    | Vicente Almonacid                                 | Para natación            | 200m combinado SM8 masculino          | 23 de noviembre |
| Medalla de oro    | Francisco Cayulef                                 | Tenis en silla de ruedas | Individual quad mixto                 | 24 de noviembre |
| Medalla de oro    | Francisco Cayulef, Diego Pérez                    | Tenis en silla de ruedas | Dobles quad mixto                     | 25 de noviembre |
| Medalla de oro    | Jaime Aránguiz                                    | Para bádminton           | Individual masculino WH2              | 26 de noviembre |
| Medalla de plata  | Cristian González                                 | Para tenis de mesa       | Individual masculino Clase 4          | 18 de noviembre |
| Medalla de plata  | Ignacio Torres                                    | Para tenis de mesa       | Individual masculino Clase 6          | 18 de noviembre |
| Medalla de plata  | Manuel Echaveguren                                | Para tenis de mesa       | Individual masculino Clase 10         | 18 de noviembre |
| Medalla de plata  | Javier Jiménez                                    | Para powerlifting        | Masculino -59kg                       | 18 de noviembre |
| Medalla de plata  | Alberto Abarza                                    | Para natación            | 100m espalda S2 masculino             | 20 de noviembre |
| Medalla de plata  | Luis Flores, Vicente Leiva                        | Para tenis de mesa       | Dobles masculino MD4                  | 20 de noviembre |
| Medalla de plata  | Marion Serrano                                    | Para powerlifting        | Femenino -86kg, +86kg                 | 20 de noviembre |
| Medalla de plata  | Ailyn Espinoza, Joseline Yévenes                  | Para tenis de mesa       | Dobles femenino WD14-20               | 20 de noviembre |
| Medalla de plata  | Claudio Bahamondes, Manuel Echaveguren            | Para tenis de mesa       | Dobles masculino MD18                 | 20 de noviembre |
| Medalla de plata  | Ailyn Espinoza, Manuel Echaveguren                | Para tenis de mesa       | Dobles mixto XD20                     | 20 de noviembre |
| Medalla de plata  | Tamara Leonelli, Maximiliano Rodríguez            | Para tenis de mesa       | Dobles mixto XD10                     | 20 de noviembre |
| Medalla de plata  | Alberto Abarza                                    | Para natación            | 200m estilo libre S2 masculino        | 21 de noviembre |
| Medalla de plata  | Mariela López                                     | Para tiro con arco       | Femenino W1                           | 22 de noviembre |
| Medalla de plata  | Alberto Abarza                                    | Para natación            | 50m estilo libre S2 masculino         | 22 de noviembre |
| Medalla de plata  | Mariana Zúñiga                                    | Para tiro con arco       | Compuesto open femenino               | 22 de noviembre |
| Medalla de plata  | Alberto Abarza                                    | Para natación            | 50m espalda S2 masculino              | 23 de noviembre |
| Medalla de plata  | Nicolás Castro                                    | Para atletismo           | Lanzamiento de bala masculino F63     | 23 de noviembre |
| Medalla de plata  | Alberto Abarza                                    | Para natación            | 100m estilo libre S2 masculino        | 24 de noviembre |
| Medalla de plata  | Vicente Almonacid                                 | Para natación            | 100m pecho SB8 masculino              | 24 de noviembre |
| Medalla de plata  | Alexander Cataldo                                 | Tenis en silla de ruedas | Individual masculino                  | 25 de noviembre |
| Medalla de bronce | Armin Rosas                                       | Para tenis de mesa       | Individual masculino Clase 11         | 18 de noviembre |
| Medalla de bronce | Cristián Dettoni                                  | Para tenis de mesa       | Individual masculino Clase 6          | 18 de noviembre |
| Medalla de bronce | Matías Pino                                       | Para tenis de mesa       | Individual masculino Clase 6          | 18 de noviembre |
| Medalla de bronce | Vicente Leiva                                     | Para tenis de mesa       | Individual masculino Clase 1          | 18 de noviembre |
| Medalla de bronce | Matias Mansilla                                   | Paraciclismo             | Individual masculino B - Contrarreloj | 19 de noviembre |
| Medalla de bronce | Jonathan Astudillo                                | Para powerlifting        | Masculino -80kg                       | 20 de noviembre |
| Medalla de bronce | Kiara Godoy                                       | Para natación            | 100m mariposa S9 femenino             | 20 de noviembre |
| Medalla de bronce | Víctor Saiz                                       | Para tiro con arco       | Masculino W1                          | 22 de noviembre |
| Medalla de bronce | Patricio Larenas                                  | Para natación            | 50m estilo libre S3 masculino         | 22 de noviembre |
| Medalla de bronce | Patricio Larenas                                  | Para natación            | 200m estilo libre S3 masculino        | 23 de noviembre |
| Medalla de bronce | Amanda Cerna                                      | Para atletismo           | 400m T47 femenino                     | 24 de noviembre |
| Medalla de bronce | Alexander Cataldo, Brayan Tapia                   | Tenis en silla de ruedas | Dobles masculino                      | 24 de noviembre |
| Medalla de bronce | Constanza Fuentes                                 | Para taekwondo           | Femenino -65kg                        | 24 de noviembre |
| Medalla de bronce | Macarena Cabrillana                               | Tenis en silla de ruedas | Individual femenino                   | 24 de noviembre |
| Medalla de bronce | Matías Mansilla                                   | Paraciclismo             | B - Ruta masculino                    | 26 de noviembre |

## Medallas por disciplinas
| Deporte                  |    |    |    |    |
| ------------------------ | -- | -- | -- | -- |
| Para tenis de mesa       | 7  | 8  | 4  | 19 |
| Para powerlifting        | 4  | 2  | 1  | 7  |
| Tenis en silla de ruedas | 2  | 1  | 2  | 5  |
| Para natación            | 1  | 6  | 3  | 10 |
| Para atletismo           | 1  | 1  | 1  | 3  |
| Para bádminton           | 1  | 0  | 0  | 1  |
| Para tiro con arco       | 0  | 2  | 1  | 3  |
| Paraciclismo             | 0  | 0  | 2  | 2  |
| Para taekwondo           | 0  | 0  | 1  | 1  |
| Total                    | 16 | 20 | 15 | 51 |